# メトロジェット (USエアウェイズのブランド)

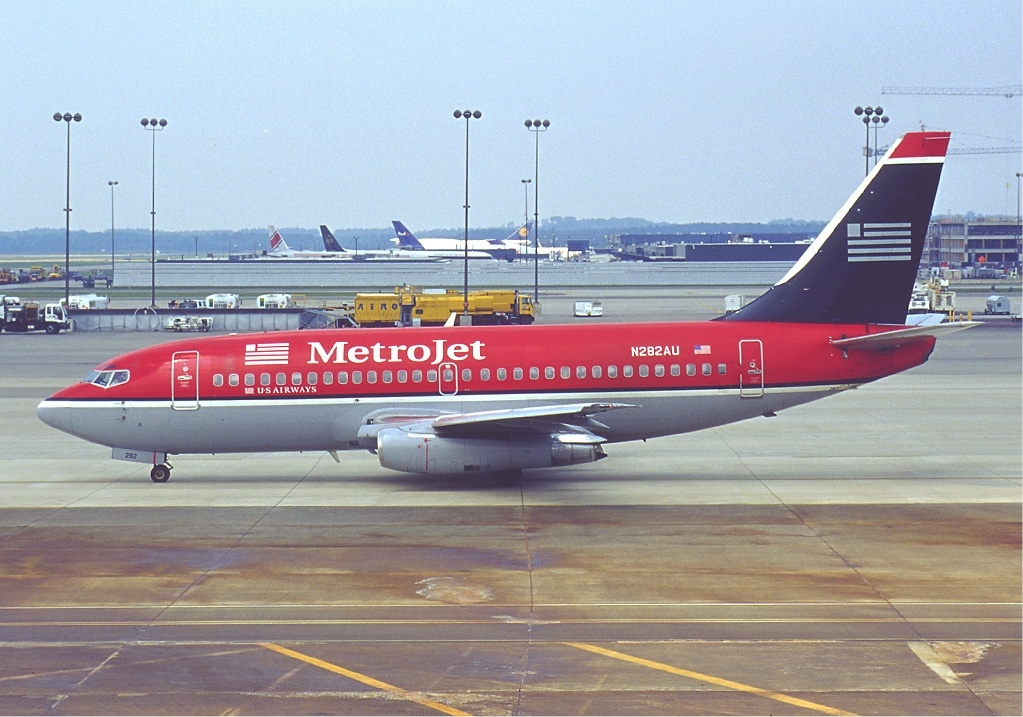
メトロジェットのボーイング737-200。

メトロジェット (MetroJet) は、かつて1998年から2001年まで、アメリカ合衆国の航空会社USエアウェイズがアメリカ合衆国東部で運行していた、低価格航空便のブランド。

## 歴史

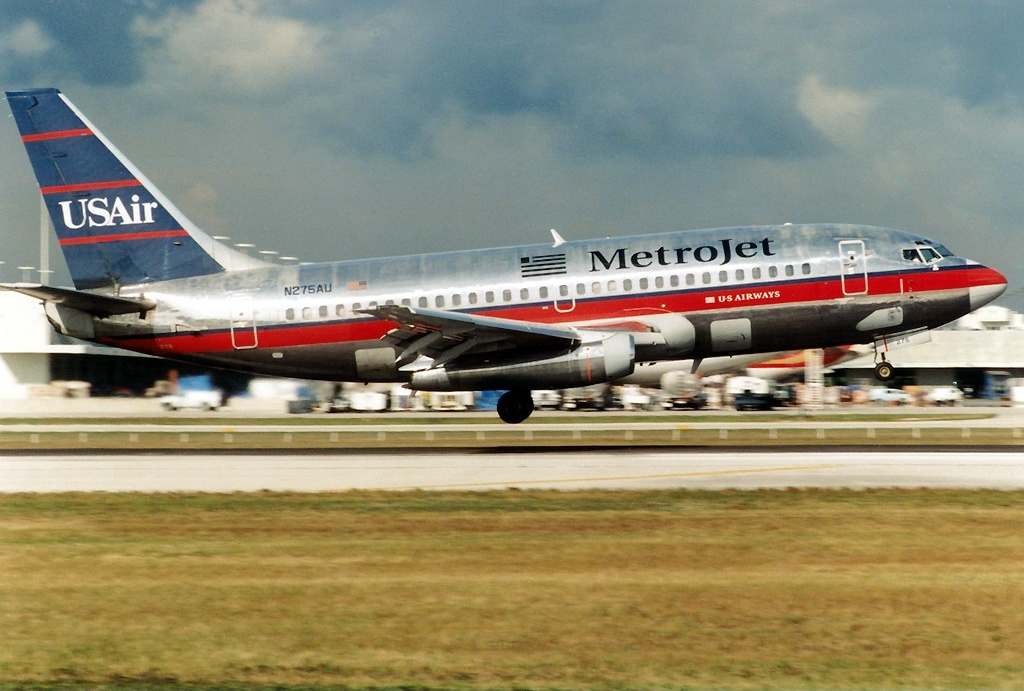
USエアーの塗装のまま運用に入るボーイング737

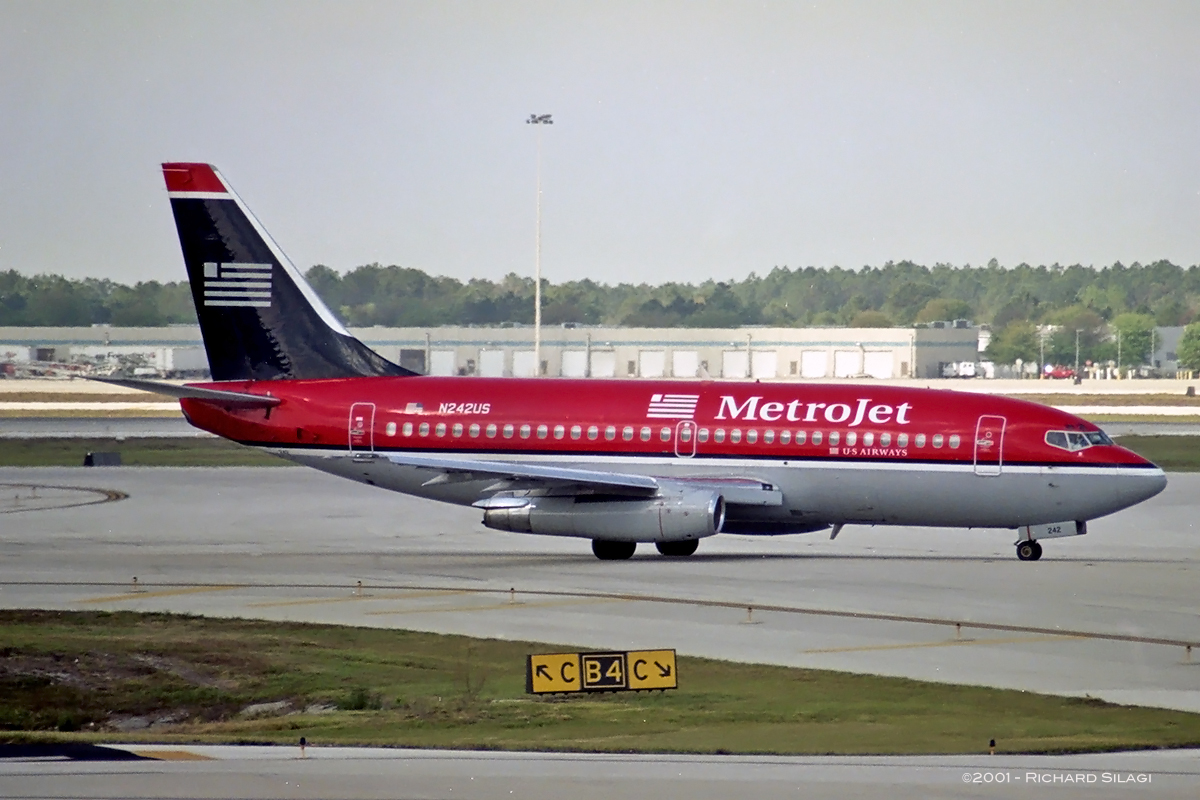
通常の塗装

メトロジェットは、格安航空会社として台頭していたサウスウエスト航空や、デルタ航空傘下の低価格ブランドデルタ・エクスプレスに対抗するため、1998年にUSエアウェイズが運行を開始したブランドであった。
メトロジェットとして運行されていたのは、USエアが保有していた旧型の機材だったボーイング737-200で、118席のすべてがエコノミー席に設定されていたが、座席は革張りで、エンターテイメント機器も装備されていた。
メトロジェットは、サウスウエスト航空が拠点空港としていたボルチモア・ワシントン国際空港 (BWI) に拠点を置き、アメリカ合衆国北東部とフロリダ州の諸空港を結ぶ便を中心に、アメリカ合衆国東部で路線を展開したが、高コスト体質を脱却できず、またUSエア本体から客を奪う結果となり、経営を圧迫することになった。
2001年9月11日のアメリカ同時多発テロ事件を契機に、メトロジェットの運行は年内で廃止となり、USエアはボルチモア・ワシントン国際空港から事実上撤退した。メトロジェットとして運行されていた42機のボーイング737-200は、翌年4月までに退役することとなった。

## 乗り入れ空港
メトロジェットは、廃止が報じられた時点で19カ所の空港に乗り入れていたとされる。2000年ころの運行状況を示した路線図によると、当時の乗り入れ空港20カ所は以下の通りである。（以下、都市名は、おもな母都市/供給都市であり、必ずしも所在地ではない）

### 北東部
- マンチェスター・ボストン地域空港 - ニューハンプシャー州マンチェスター
- ジェネラル・エドワード・ローレンス・ローガン国際空港 - マサチューセッツ州ボストン
- T・F・グリーン空港 - ロードアイランド州ウォリック
- シラキュース・ハンコック国際空港 - ニューヨーク州シラキュース
- オールバニ国際空港 - ニューヨーク州オールバニ
- ブラッドレー国際空港 - コネチカット州ハートフォード
- ラガーディア空港 - ニューヨーク州ニューヨーク

### フロリダ州
- ジャクソンビル国際空港 - フロリダ州ジャクソンビル
- オーランド国際空港 - フロリダ州オーランド
- タンパ国際空港 - フロリダ州タンパ
- パームビーチ国際空港 - フロリダ州ウェストパームビーチ
- フォートローダーデール・ハリウッド国際空港 - フロリダ州フォートローダーデール
- マイアミ国際空港 - フロリダ州マイアミ

### その他
- ボルチモア・ワシントン国際空港 - メリーランド州ボルチモア、ワシントンD.C.
- ワシントン・ダレス国際空港 - ワシントンD.C.
- クリーブランド・ホプキンス国際空港 - オハイオ州クリーブランド
- シカゴ・ミッドウェー国際空港 - イリノイ州シカゴ
- ローリー・ダーラム国際空港 -  ノースカロライナ州ローリー/ダーラム
- ハーツフィールド・ジャクソン・アトランタ国際空港 - ジョージア州アトランタ
- ルイ・アームストロング・ニューオーリンズ国際空港 - ルイジアナ州ニューオーリンズ

## 航空事故
- 1999年2月23日、ソールズベリー上空33,000フィート (10,000 m)を飛行していたメトロジェット2710便（ボーイング737-200）の方向舵に異常が発生した。方向舵は限界位置までゆっくりと動いた。以前ボーイング737で発生した方向舵のハードオーバーが疑われたが、搭載していたフライトデータレコーダーが旧型だったため、11の情報しか記録しておらず、原因の特定が出来なかった。NTSBのJim Hallは、事故の調査が記録の不足により妨げられたと述べた[5][6]。